# 로마 제국의 멸망
《로마 제국의 멸망》(영어: The Fall Of The Roman Empire)은 미국에서 제작된 안소니 만 감독의 1964년 드라마, 액션 영화이다. 소피아 로렌 등이 주연으로 출연하였고 사무엘 브론스톤이 제작에 참여하였다.
이 영화는 박스오피스에서 재정적 실패를 맞았다.

## 출연
- 스티븐 보이드 - 리비우스
- 소피아 로렌 - 루실라
- 크리스토퍼 플러머 - 코모두스
- 알렉 기네스 - 마르쿠스
- 제임스 메이슨 - 티모니데스

## 기타
- 조연출: 야키마 카너트
- 미술: 존 무어
- 의상: 베니에로 콜라산티
- 의상: 존 무어
- 배역: 모드 스펙터

## 한국어 더빙 성우진

### MBC (1983년 3월 12일)
- 김용식 - 리비우스 (스티븐 보이드)
- 황일청 - 마르쿠스 (알렉 기네스)
- 최병학 - 티모니데스 (제임스 메이슨)
- 한규희 - 코모두스 (크리스토퍼 플러머)
- 김현직
- 강성욱
- 김기현
- 나성균
- 윤지하
- 이성

### KBS (1995년 1월 28일)
- 이강식 - 리비우스(스티븐 보이드)
- 김현직 - 마르쿠스(알렉 기네스)
- 이경자 - 루실라(소피아 로렌)
- 양지운 - 코모두스(크리스토퍼 플러머)
- 이완호 - 티모니데스(제임스 메이슨) / 나레이션(로버트 리에티)
- 유민석 - 베를루스(앤서니 퀘일)
- 김정호 - 줄리아누스(에릭 포터)
- 장광 - 니거(더글러스 윌머)
- 윤기황 - 소하이무스(오마르 샤리프) / 빅터리누스(조지 머셀)
- 이호인 - 마르켈루스(비르질리오 테익세이라)
- 안종익 - 클린더(멜 페러)
- 유동현 - 발로마르(존 아일랜드)
- 이재용 - 폴리비우스(앤드루 키어)

### SBS (2003년 10월 17일)
- 박상일 - 마르쿠스 (알렉 기네스)
- 이경자 - 루킬라 (소피아 로렌)
- 신성호 - 리비우스 (스티븐 보이드)
- 김준 - 콤모두스 (크리스토퍼 플러머)

## 음악
1. "Fanfares and Flourishes" - 0:53
2. "Overture" - 2:45
3. "The Fall of Love" - 2:37
4. "Lucilla's Sorrow" - 1:49
5. "Ballomar's Barbarian Attack" - 1:42
6. "Morning" - 1:08
7. "Profundo" - 2:38
8. "Notturno" - 2:03
9. "Pax Romana (Bolero)" - 5:20
10. "The Prophecy" - 1:10
11. "Persian Battle" - 2:06
12. "Dawn of Love" - 2:23
13. "The Roman Forum" - 4:51
14. "By Jove ("Triumph and End of Part 1")" - 0:41
15. "Intermezzo: Livius and Lucilla ("The Fall of Love Intermission")" - 2:21
16. "Addio" - 1:58
17. "Tarantella" - 2:20
18. "Resurrection" - 2:56
19. "The Fall of Rome" - 2:14
20. "Dawn on the Northern Frontier ("Aurelius Awaits Dawn")" - 2:18
21. "Arrival of Livius" - 1:03
22. "Old Acquaintances "Lucilla and Livius"" - 4:33
23. "Decoy Patrol ("The Signal to March")" - 1:00
24. "Battle in the Forest/Reinforcements ("Barbarian Ambush 1 & 2")" - 3:51
25. "Conflict in the Caverns ("Ballomar's Barbarian Attack Part 2")" - 1:47
26. "Passing the Torch" - 2:30
27. "The Army Enters Rome/ The New God/The Challenge ("Commodus Deified")" - 4:04

## 같이 보기
- 글래디에이터 (2000년 영화)